# Nowa Ruda
Pour les articles homonymes, voir Nowa Ruda (homonymie).
Nowa Ruda (/ˈnɔva ˈruda/ ; en allemand : Neurode) est une ville de Pologne, située dans la voïvodie de Basse-Silésie. Elle est le siège du powiat de Kłodzko et de la commune (gmina) de Nowa Ruda, sans faire partie de celle-ci car elle forme une gmina urbaine distincte.